# جامعة لشبونة المستقلة
جامعة لشبونة المستقلة (بالبرتغالية: Universidade Autónoma de Lisboa‏) هي جامعة خاصة تقع في لشبونة عاصمة البرتغال. تأسست في 13 ديسمبر 1985.